# アルグピリミジン
アルグピリミジン（英語:Argpyrimidine）は、化学式が C11H18N4O3で表される有機化合物である。

## 生体内での生成

（参考）アルギニンの構造。

アルギニンの側鎖にあるグアニジノ基と、メチルグリオキサールとが反応して生成する物質は幾つか知られており、そのうちの1種にアルグピリミジンが挙げられる。アルグピリミジンは、終末糖化産物（AGEs）の1種に数えられる化合物でもある。